# Лесная (Хмельницкая область)
Лесна́я (укр. Лісна) — село в Изяславском районе Хмельницкой области Украины.

## География
Село Лесная расположено в западной части Изяславского района, на расстоянии 31 км по автодороге от районного центра, южнее центра сельсовета, села Дертка. Село занимает площадь 0,619 км².

## Население
Население по переписи 2001 года составляло 97 человек. 

## Местный совет
Село Лесная входит в состав Дертковского сельского совета.
Адрес местного совета: Хмельницкая обл., Изяславский р-н, с. Дертка, ул. Центральная, 4.